# Jack Jersey show
Jack Jersey show is een muziekalbum van Jack Jersey, Lisa MacKeag en Maurice de la Croix uit 1981. Het is een verzamelalbum van het werk van de drie artiesten.
Jack Jersey, geboren Jack de Nijs, is de schrijver van heel veel liedjes en werd daarin vaak bijgestaan door zijn vrouw Milly Trap, geboren Elly van Biljouw. 
Het bereikte de nummer 16 in de LP Top 50 en bleef vier weken in deze hitlijst staan. In de Album Top 40 van Veronica bleef het steken op plaats 28.

## Nummers
| Nr. | artiest                     | lied                      | schrijver                                | duur |
| --- | --------------------------- | ------------------------- | ---------------------------------------- | ---- |
| A1  | Jack Jersey                 | Sheila                    | Jack de Nijs en Milly Trap               | 2:51 |
| A2  | Lisa MacKeag                | Moon of Matara            | Jack de Nijs en Milly Trap               | 3:48 |
| A3  | Maurice de la Croix         | Fly me to Bali            | Jack de Nijs                             | 4:02 |
| A4  | Jack Jersey                 | I can't help thinking     | Jack de Nijs, Milly trap en E. Benton    | 3:36 |
| A5  | Lisa MacKeag                | Good ol' sunshine         | Jack de Nijs, Milly Trap en K. Naar      | 3:19 |
| A6  | Jack Jersey                 | Sri Lanka... my Sangri-La | Jack de Nijs, Milly Trap en K. Naar      | 3:46 |
| B1  | Maurice de la Croix         | Toradja                   | Jack de Nijs                             | 5:25 |
| B2  | Jack Jersey                 | Woman                     | Jack de Nijs, Milly Trap en K. Naar      | 3:00 |
| B3  | Jack Jersey en Lisa MacKeag | Send a little bit of love | Jack de Nijs, Milly Trap en K. Naar      | 3:48 |
| B4  | Maurice de la Croix         | Kembang melati            | Jack de Nijs                             | 3:08 |
| B5  | Jack Jersey                 | It's a beautiful day      | Jack de Nijs, Milly Trap en Frank Reemer | 2:58 |